# Heilig Kreuz (Auerbach)

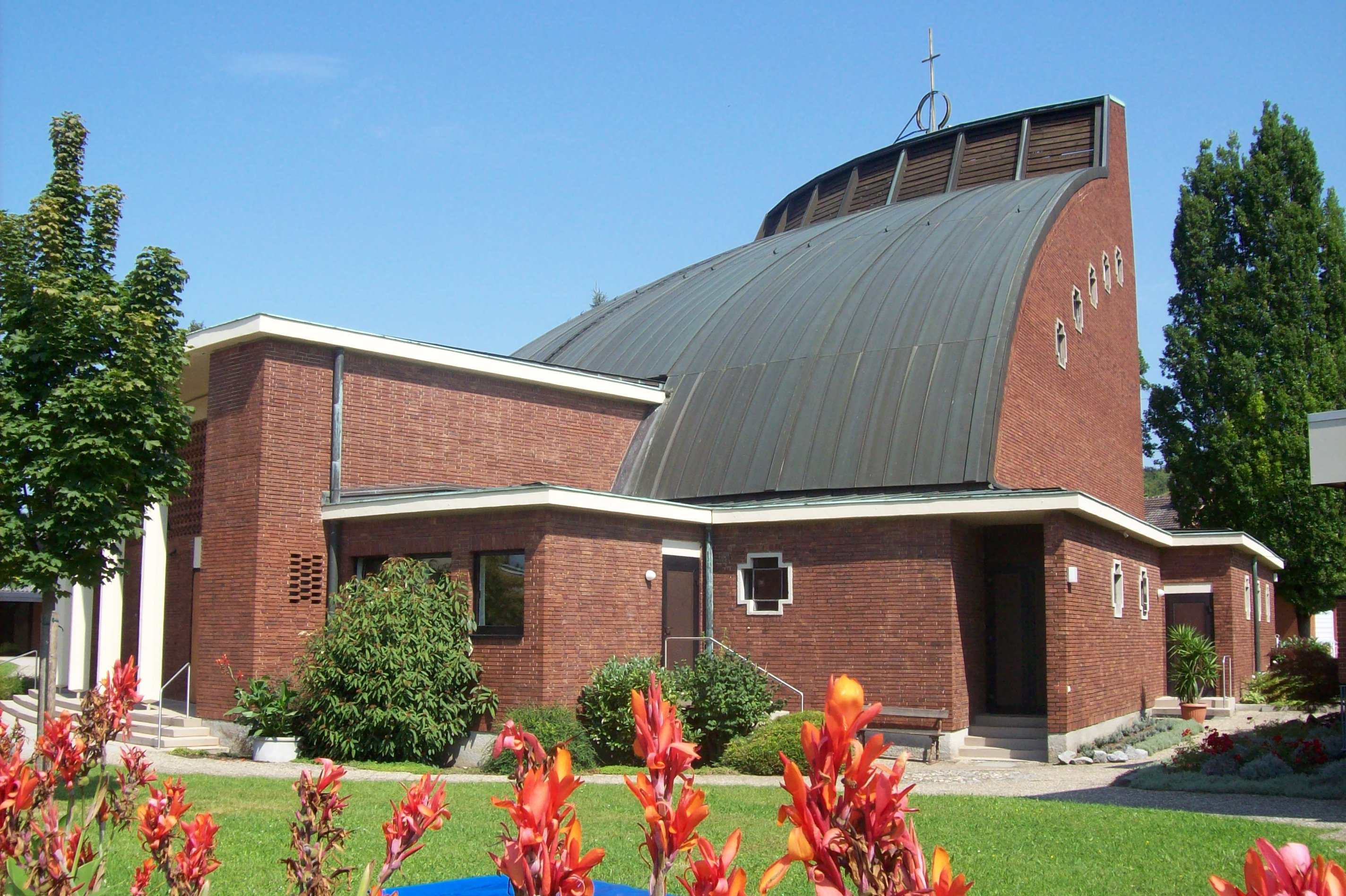
Heilig-Kreuz-Kirche

Die römisch-katholische Heilig-Kreuz-Kirche im Stadtteil Auerbach der Stadt Bensheim im Landkreis Bergstraße in Hessen wurde 1958/59 erbaut und steht unter Denkmalschutz. Die Kirchengemeinde gehört zur Großpfarrei Heilig Geist an der Bergstraße in der Region Südhessen im Bistum Mainz.

## Geschichte
Durch die starke Zuwanderung von Flüchtlingen nach dem Zweiten Weltkrieg wurde der Bau einer katholischen Kirche unumgänglich, nachdem die 1955 errichtete Notkirche zu klein geworden war. Am 27. Juli 1958 erfolgte der erste Spatenstich und bereits am 12. und 13. September 1959 wurde der Neubau eingeweiht.

## Beschreibung
Das konstruktive Gerüst des nach einem Entwurf des Darmstädter Architekten Jan Hubert Pinand gestalteten Kirchenschiffs bildet eine vom MAN Werk Gustavsburg gelieferte Stahlkonstruktion in Form eines Halbkugelsegments, dessen Gebäudehülle aus Kupferblech und Klinkermauerwerk besteht. Im Westen schließt sich ein Anbau für das Vestibül an, der über eine kurze Freitreppe erreicht wird. Die Glocken hängen in der Attika auf der Ostseite des Dachs. Die Glasmalereien, die die gesamte Ostfassade einnehmen und den Innenraum mit Licht durchfluten, entwarf der Maler und Grafiker Bruno Müller-Linow mit christlichen Motiven. Über dem Eingangsbereich befindet sich die Empore. Die Decke zwischen den Trägern der Dachkonstruktion besteht aus Holz. Das aus Muschelkalk gehauene Taufbecken steht im Vestibül.